# پشم پلار

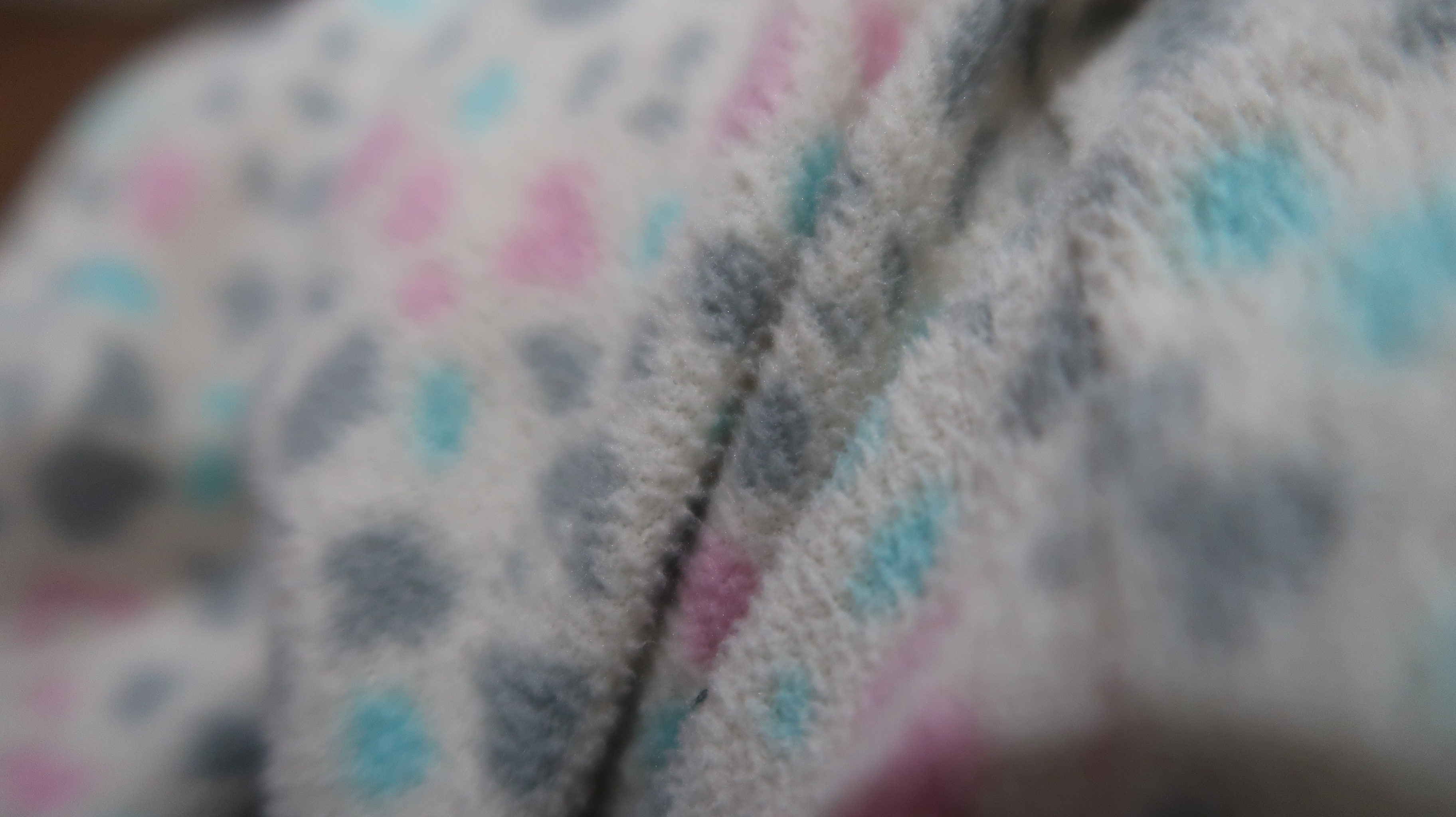
پشم_پلار

پشم پُلار نوعی پشم مصنوعی از الیاف پلی‌ اتیلن ترفتالات است که در تولید لباس‌های ورزشی مانند گرم‌کن و کاپشن کوه‌نوردی به کار می‌رود.
این پشم مصنوعی از سبک‌ترین پشم طبیعی بسیار سبک‌تر است و گرمای بدن را حفظ می‌کند. همچنین بسیار نرم است آب و بخار آب را به خوبی عبور می‌دهد و باعث ماندن عرق روی بدن نمی‌شود.

## نام
این پشم در فارسی «پُلار» و در انگلیسی «فلیس» خوانده می‌شود. نام «پُلار» به معنی «قطبی» از نام محصولی از شرکت مالدن میلز (اکنون شرکت پلار) می‌آید که نخستین شرکتی بود که این نوع پشم را تولید کرد.